# Tencho Gyatso
Ne doit pas être confondu avec Tenzing Chonden.
Taktser Tenzin Choedon aussi appelée Tencho Gyalpo et Tencho Gyatso née en 1966 à Dharamsala est une femme politique tibétaine, et la fille aînée de Jetsun Pema.

## Biographie
Tenzin Choedon a fait ses études à l'école des Villages d'enfants tibétains et au St. Bede's College, Shimla (en). 
Elle est élue députée du Parlement tibétain en exil en 1991 et 1996. Au cours de ses deux mandats, elle s'est rendue dans des colonies tibétaines en Inde et en Europe et aux États-Unis pour exposer la situation du Tibet à des ONG et instances  gouvernementales. Elle s'est installée aux États-Unis en 1999 pour y rejoindre son mari, Losang Gyatso, un artiste tibétain contemporain. Ils vivent à Washington DC. 
Elle rejoint l'association Campagne internationale pour le Tibet en 2008 où elle est directrice du Tibetan Empowerment & Chinese Engagement Programs.
Tenzin Choedon a joué le rôle de la mère du dalaï-lama dans le film Kundun de Martin Scorsese. C'est lors du tournage du film au Maroc qu'elle rencontre Losang Gyatso son futur époux.
Elle anime le blog gastronomique tibétain Simply Tibetan, Simply Delicious.